# Дома Занаду
Дома́ За́наду (англ. Xanadu Houses) — несколько экспериментальных домов, построенных в США, чтобы продемонстрировать примеры возможности компьютеров и автоматизации в домах. Архитектурный проект был начат в 1979 году. В начале 1980-х годов три таких дома были построены в разных частях США: по одному в Киссимми (Флорида), Уисконсин-Делс (Висконсин) и Гатлинберге (Теннесси). Дома создавались по новым методам строительства и проектирования и стали популярными туристическими достопримечательностями в 1980-х годах.
Дома Занаду были известны тем, что строились из изолированной полиуретаном пены, а не из бетона, с целью лёгкого, быстрого и экономически эффективного строительства. Они были эргономичным образом разработаны и содержали в себе некоторые из самых ранних домашних систем автоматизации. Занаду в Киссимми, спроектированный Роем Мейсоном, был самым известным и на пике популярности привлекал 1000 посетителей каждый день. Дома в Уисконсин-Делс и Гатлинберге были закрыты и снесены в начале 1990-х годов. Дом Занаду в Киссимми был закрыт в 1996 году и снесён в октябре 2005 года.